# Лантюг (посёлок)
Лантюг — посёлок в Никольском районе Вологодской области.
Входит в состав Кемского сельского поселения (с 1 января 2006 года по 1 апреля 2013 года входил в Верхнекемское сельское поселение), с точки зрения административно-территориального деления — в Верхнекемский сельсовет.
Расстояние по автодороге до районного центра Никольска — 82 км, до центра муниципального образования посёлка Борок — 32 км. Ближайшие населённые пункты — Талица, Костылево, Пантелеево.
По переписи 2002 года население — 119 человек (58 мужчин, 61 женщина). Преобладающая национальность — русские (97 %).